# Syndrome tricho-rhino-phalangien type 1

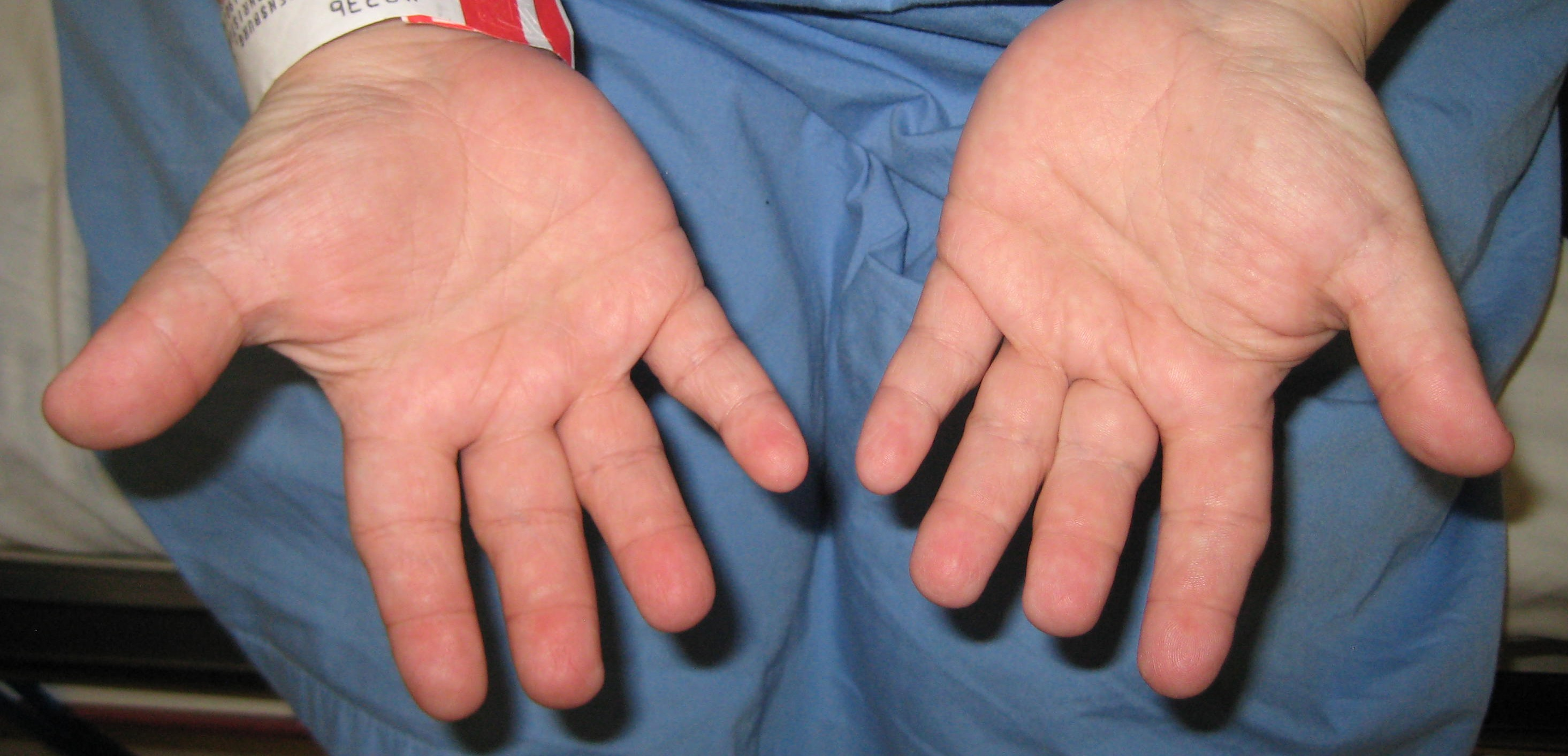
Vue des mains d'une personne atteinte du syndrome.

Le syndrome tricho-rhino-phalangien de type 2 est caractérisé par le morphotype suivant :
- cheveux clairsemés,
- extrémité du nez bulbeuse,
- philtrum long et plat,
- bordure de la lèvre supérieure fine,
- oreilles décollées,
- épiphyses phalangiennes en cônes,
- malformations de la hanche,
- petite taille.

Ce morphotype est lié à des mutations non-sens ou délétions complètes du gène TRPS1 qui code un facteur de transcription.

## Sources
- Page spécifique sur Orphanet
- (en) Online Mendelian Inheritance in Man, OMIM (TM). Johns Hopkins University, Baltimore, MD. MIM Number:190350